# Pier Capponi (1927)
Pier Capponi – włoski okręt podwodny z okresu międzywojennego i II wojny światowej, jedna z czterech jednostek typu Mameli. Okręt został zwodowany 19 czerwca 1927 roku w stoczni Cantieri navali Tosi di Taranto w Tarencie, a w skład Regia Marina wszedł 20 stycznia 1929 roku. Pełnił służbę na Morzu Śródziemnym i Atlantyku, biorąc udział m.in. w wojnie domowej w Hiszpanii i kampanii śródziemnomorskiej. Jednostka została zatopiona 31 marca 1941 roku, storpedowana przez brytyjski okręt podwodny HMS „Rorqual” (N74).

## Projekt i budowa
Przyjęty przez Włochy program zbrojeniowy z lat 1923–1924 zakładał zbudowanie okrętów o łącznej wyporności 36 568 ton, na co miały się składać dwa krążowniki ciężkie („Trento” i „Trieste”), niszczyciele typów Sauro i Turbine oraz okręty podwodne typu Balilla, Pisani i Mameli. Projekt oceanicznych okrętów typu Mameli powstał w wyniku zbadania konstrukcji i doświadczeń z eksploatacji otrzymanych po I wojnie światowej U-Bootów Kaiserliche Marine. Jednostki zaprojektował pułkownik Virginio Cavallini. Przyjęto konstrukcję jednokadłubową, z dużym kioskiem. Powstały solidne okręty o dobrej manewrowości podwodnej i dużej dopuszczalnej głębokości zanurzania, problemem była jednak ich słaba stateczność. Problem rozwiązano instalując zewnętrzne siodłowe zbiorniki balastowe, co jednak zmniejszyło osiąganą prędkość maksymalną (z projektowanych 17,2 węzła na powierzchni do 15 węzłów i podwodną z 7,7 do 7,5 węzła) . Mameli był pierwszym typem okrętów podwodnych skonstruowanym we Włoszech po I wojnie światowej.
Okręt zbudowany został w stoczni Cantieri navali Tosi di Taranto w Tarencie . Stępkę jednostki położono 27 sierpnia 1925 roku, a zwodowana została 19 czerwca 1927 roku.

## Dane taktyczno-techniczne
„Pier Capponi” był średniej wielkości oceanicznym okrętem podwodnym o konstrukcji jednokadłubowej . Długość całkowita wynosiła 64,6 metra, szerokość 6,51 metra i zanurzenie 4,3 metra. Wyporność normalna w położeniu nawodnym wynosiła 810 ton, a w zanurzeniu 993 tony . Okręt napędzany był na powierzchni przez dwa 8-cylindrowe czterosuwowe silniki wysokoprężne Tosi o łącznej mocy 3000 KM. Napęd podwodny zapewniały dwa silniki elektryczne CGE o łącznej mocy 1100 KM. Dwuśrubowy układ napędowy pozwalał osiągnąć prędkość 15 węzłów na powierzchni i 7,5 węzła w zanurzeniu. Zasięg wynosił 3500 Mm przy prędkości 8 węzłów w położeniu nawodnym oraz 64 Mm przy prędkości 4 węzłów w zanurzeniu. Zbiorniki paliwa mieściły 48 ton oleju napędowego . Energia elektryczna magazynowana była w baterii akumulatorów składającej się ze 112 ogniw . Dopuszczalna głębokość zanurzenia wynosiła 100 metrów .
Okręt wyposażony był w sześć stałych wyrzutni torped kalibru 533 mm: cztery na dziobie i dwie na rufie, z łącznym zapasem 10 torped . Uzbrojenie artyleryjskie stanowiło umieszczone przed kioskiem pojedyncze działo pokładowe kalibru 102 mm Schneider–Armstrong 1914–15 L/35 . Broń przeciwlotniczą stanowiły dwa pojedyncze wielkokalibrowe karabiny maszynowe kalibru 13,2 mm L/76 . Jednostka wyposażona też była w hydrofony .
Załoga okrętu składała się z 5 oficerów oraz 44 podoficerów i marynarzy.

## Służba
„Pier Capponi” został wcielony do służby w Regia Marina 20 stycznia 1929 roku . Okręt rozpoczął służbę na Morzu Śródziemnym, wchodząc w skład eskadry (wł. Squadriglia) okrętów podwodnych średniego zasięgu Flotylli stacjonującej w Tarencie (wraz z siostrzanymi „Goffredo Mameli”, „Giovanni da Procida” i „Tito Speri”).
W 1929 roku „Pier Capponi”, „Goffredo Mameli” i „Giovanni da Procida” odbyły daleki rejs wzdłuż wybrzeży Hiszpanii na Atlantyk, docierając do Kadyksu i Lizbony. W 1930 roku eskadra okrętów podwodnych średniego zasięgu, w której służyły jednostki typu Mameli, została przemianowana na 4 eskadrę okrętów podwodnych. W 1930 roku „Pier Capponi”, „Goffredo Mameli” i „Tito Speri” odbyły rejs do portów Grecji i Dodekanezu. W 1931 roku okręty 4. eskadry przebazowano do Neapolu. W 1933 roku wszystkie jednostki typu Mameli odbyły dwudziestodniowy rejs szkoleniowy, zawijając do Salonik oraz na Leros i Rodos.
W 1934 roku okręty 4. eskadry powróciły do Tarentu, a zespół został przemianowany na 9 eskadrę 3. Flotylli, kontynuując szkolenie i wykonując krótkie rejsy po portach włoskich i Dodekanezu. W 1935 roku 9 eskadrę przekształcono w 12 eskadrę. Podczas wojny domowej w Hiszpanii „Pier Capponi” odbył dwie misje specjalne. W 1938 roku 12 eskadrę przekształcono w 41 eskadrę; w 1939 roku zmieniono po raz kolejny jej oznaczenie na 31 eskadrę i przebazowano do Mesyny.
10 czerwca 1940 roku, w momencie ataku Włoch na Francję, okręt wchodził w skład 34. eskadry okrętów podwodnych 3. Flotylli w Mesynie (wraz z siostrzanymi „Goffredo Mameli”, „Giovanni da Procida” i „Tito Speri”) . Dowództwo jednostki sprawował kpt. mar. (wł. tenente di vascello) Romeo Romei, awansowany wkrótce na stopień kmdra ppor. (wł. capitano di corvetta) . Od 19 czerwca do 2 lipca „Pier Capponi”, „Giovanni da Procida” i „Vettor Pisani” patrolowały wody Cieśniny Sycylijskiej . Tuż po północy 22 czerwca na północ od Safakis (na pozycji 36°39′N 11°12′E/36,650000 11,200000) okręt zatopił w ataku torpedowo-artyleryjskim szwedzki parowiec „Elgo” o pojemności 1888 BRT (na pokładzie zginął jeden marynarz)  . Neutralny statek płynął z ładunkiem asfaltu z Tunisu do Safakis, prawdopodobnie wyczarterowany przez Brytyjczyków.
W pierwszej połowie lipca „Pier Capponi”, „Tembien”, „Benedetto Brin”, „Vettor Pisani” i „Durbo” operowały na wodach nieopodal Malty . 11 lipca załoga okrętu zauważyła na południowy wschód od wyspy konwój składający się z trzech statków, ochranianych przez kilka jednostek eskorty i mimo niesprzyjającej pogody wystrzelił w ich kierunku dwie niecelne torpedy . Na przełomie sierpnia i września jednostka patrolowała wody w pobliżu Malty (wraz z „Durbo” i „Berillo”), nie zauważając płynącego z Aleksandrii na Maltę konwoju MF-2, osłanianego przez niszczyciele HMS „Jervis”, „Juno”, „Dainty” i „Diamond” . W pierwszej połowie listopada okręt przebywał na patrolu na południowy wschód od Malty (wraz z „Goffredo Mameli”, „Corallo”, „Fratelli Bandiera” i „Topazio”), próbując odnaleźć podążające z Egiptu na Maltę brytyjskie konwoje AN-6 i MW-3 . 9 listopada tuż przed północą „Pier Capponi” z odległości 10 000 metrów dostrzegł dużą formację brytyjskich okrętów, składającą się z dwóch pancerników, lotniskowca, kilku krążowników i licznych niszczycieli . Po zbliżeniu się na odległość 4000 metrów okręt odpalił po północy 10 listopada (na pozycji 34°33′N 16°08′E/34,550000 16,133333) trzy torpedy w kierunku pancernika HMS „Ramillies”  . Mimo usłyszenia przez załogę trzech eksplozji w rzeczywistości żadna z torped nie trafiła, choć włoska prasa ogłosiła zatopienie brytyjskiego pancernika . Rankiem jednostka przechwyciła wiele brytyjskich transmisji radiowych, powiązanych później z przygotowaniami do ataku na Tarent.
W drugiej połowie lutego 1941 roku w rejonie Malty patrolowały „Pier Capponi”, „Luciano Manara”, „Santorre Santarosa”, „Tembien”, „Dagabur” i „Ruggiero Settimo”, jednak żadna jednostka nie zanotowała zatopienia.
31 marca płynący na powierzchni z Mesyny do La Spezia „Pier Capponi” został wykryty przez brytyjski okręt podwodny HMS „Rorqual” (N74), który trafił włoską jednostkę dwiema torpedami. Okręt zatonął w odległości 17 Mm na południe od Stromboli (na pozycji 38°32′N 15°15′E/38,533333 15,250000), a na jego pokładzie poniosło śmierć pięciu oficerów oraz 33 pozostałych załogantów. Dowódca jednostki, kmdr ppor. Romeo Romei, otrzymał pośmiertnie odznaczenie Medaglia d'oro al valor militare.